# Chaerophyllum brevipes
Chaerophyllum brevipes är en flockblommig växtart som först beskrevs av Mildred Esther Mathias och Lincoln Constance, och fick sitt nu gällande namn av K.F. Chung. Chaerophyllum brevipes ingår i släktet rotkörvlar, och familjen flockblommiga växter. Inga underarter finns listade i Catalogue of Life.